# John Müller

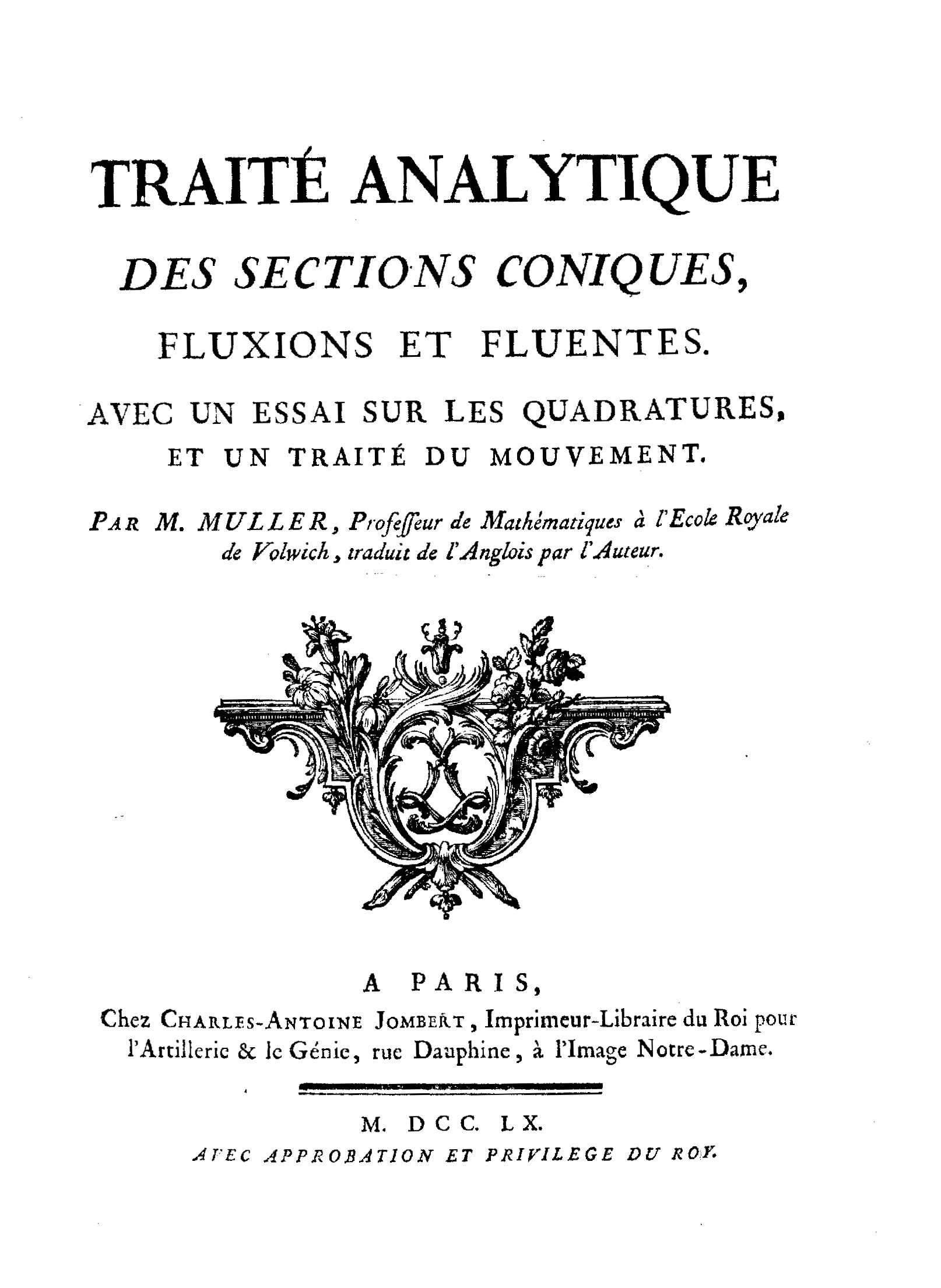
Mathematical Treatise, 1760

John Müller (1699 – aprile 1784) è stato un matematico, ingegnere e educatore tedesco.

## Biografia
Nato in Germania, il Müller nel 1736 si trasferì a Londra dove pubblicò la sua opera Traité analytique des sections coniques; nel 1741 venne nominato direttore (Chief Master) della Royal Military Academy di Woolwich che, con il matematico Thomas Simpson, trasformò radicalmente in una accademia disciplinata di cadetti. Venne successivamente insignito con il titolo di professore di fortificazioni che mantenne fino al 1766, anno della messa a riposo, diventando il padre di una vasta generazione di ingegneri militari britannici. Il Müller morì nell'aprile del  1784. Moltissime furono le sue opere relative all'arte della fortificazione, la prima delle quali, il Treatise containing the Practical Part of Fortification, for the use of the Royal Military Academy, è del 1746.

## Opere
- (FR) John Müller, Mathematical Treatise, A Paris, Charles Antoine Jombert, 1760. URL consultato il 13 giugno 2015.